# 先斗町

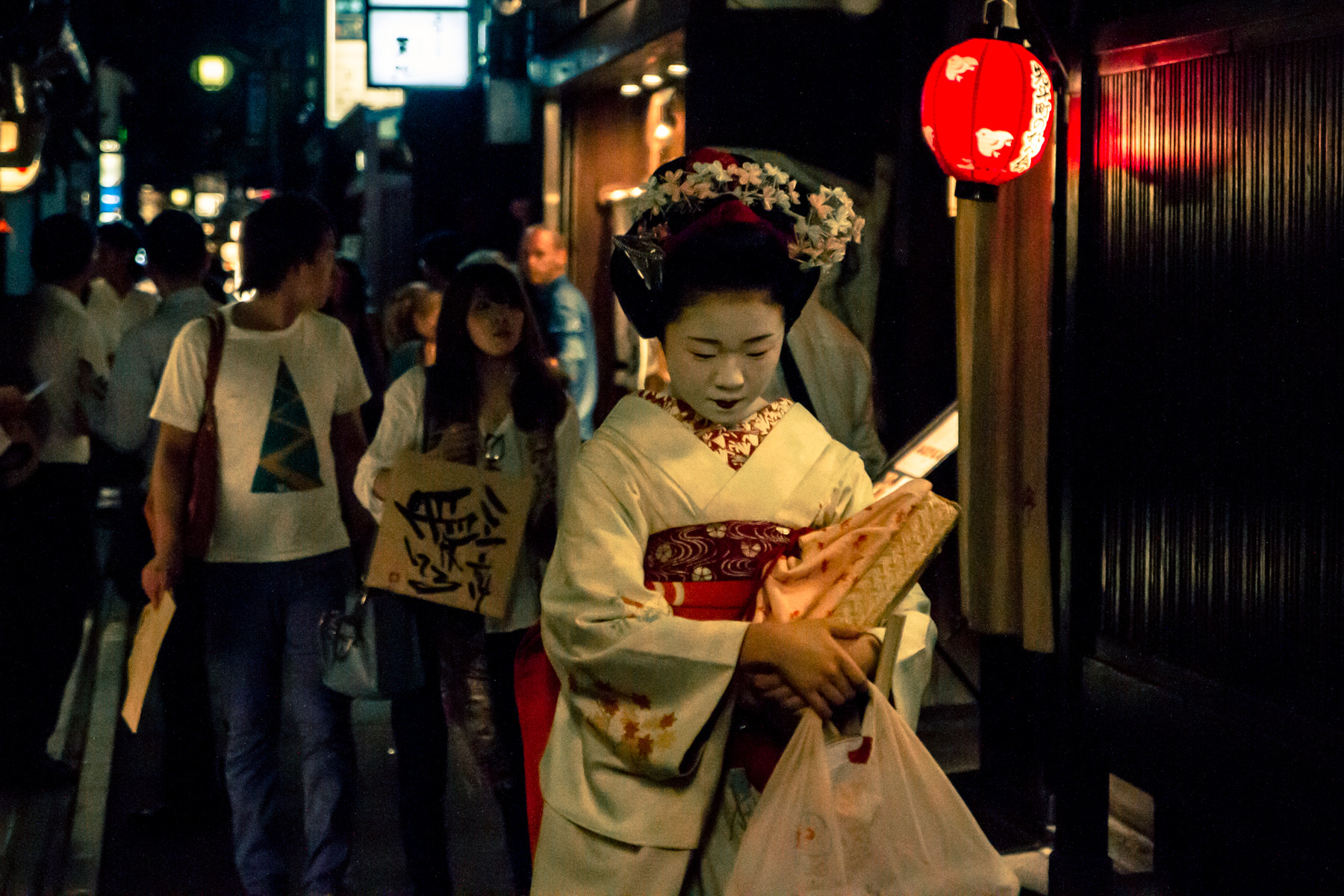
先斗町之夜

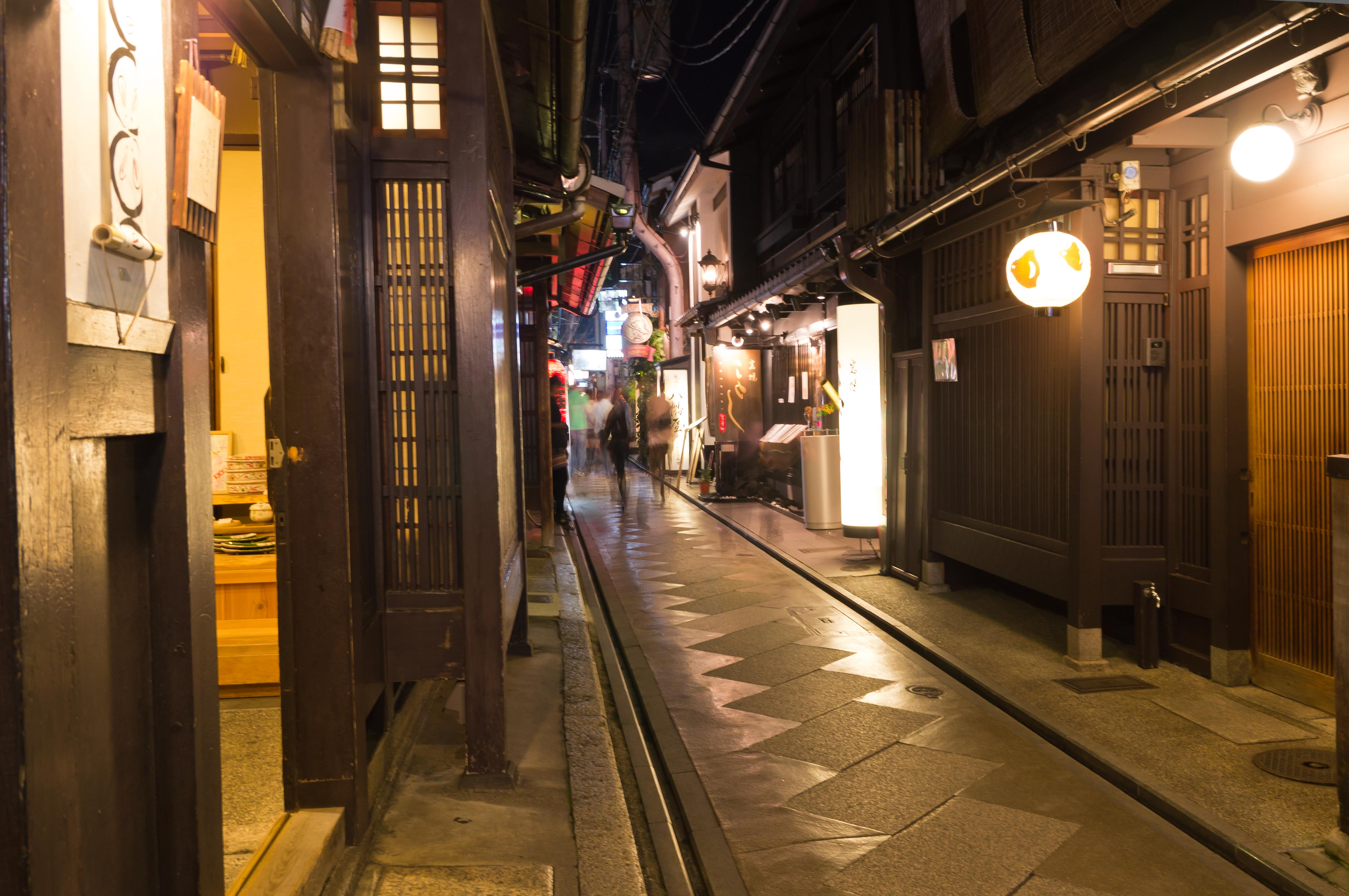
夜景

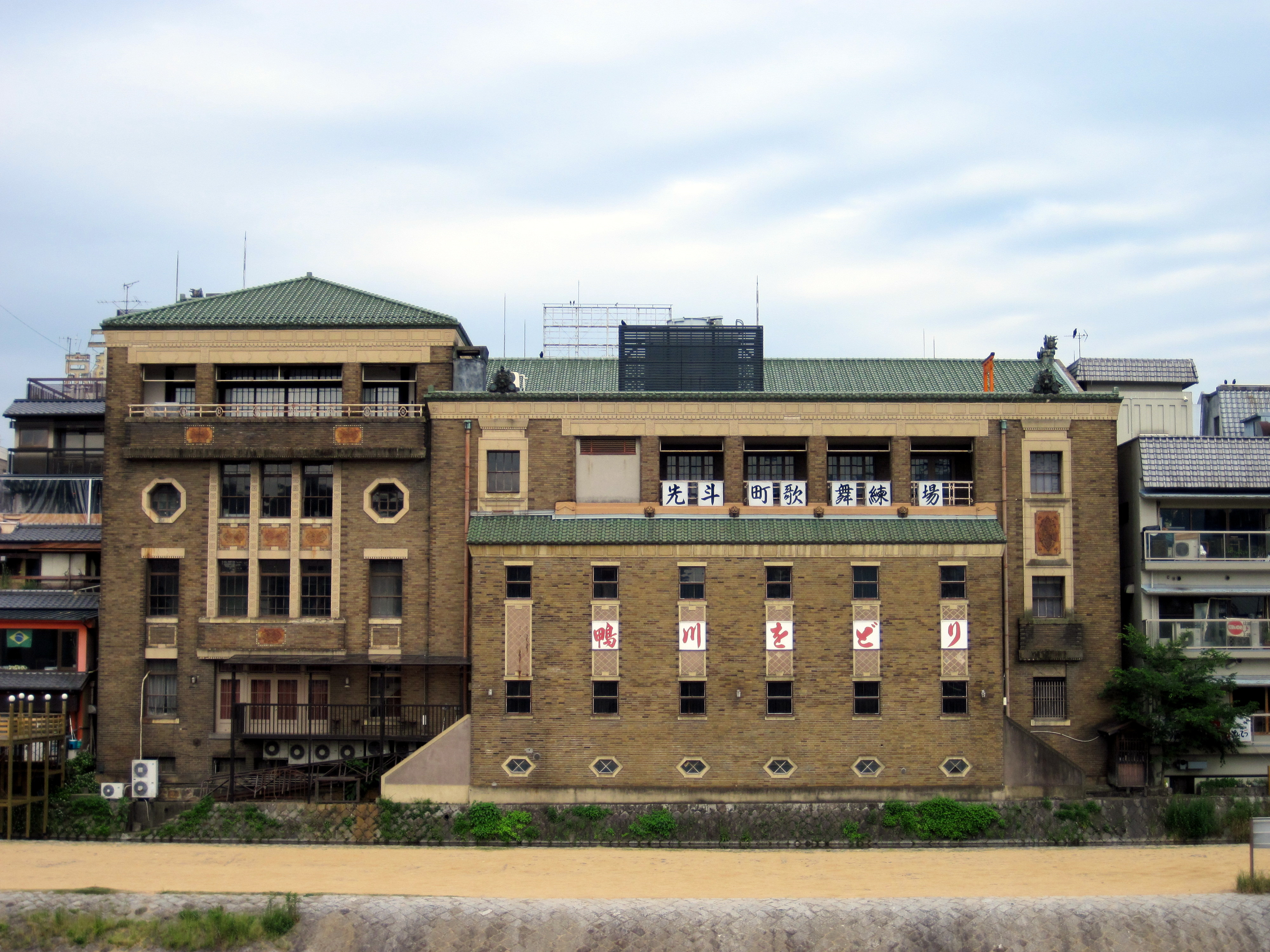
先斗町歌舞練場

先斗町（ぽんとちょう）是京都市中京區鴨川和木屋町通之間的花街，京都五花街之一（祇園甲部、祇園東、上七軒、先斗町、宮川町）。

## 歷史
原本是鴨川的沙洲，江戶時代初期，因護岸工事埋立，稱作新河原町通。之後發展成茶屋、旅籠等林立的繁華街，公許藝妓營業後，成為有名的花街。

## 現狀
位在三條通到四條通、鴨川和木屋町通之間的南北走向的石疊小路。除了花街特有的商業形態以外，尚有一般飲食店。東側的店面對鴨川，設有納涼床的飲食店很多。先斗町歌舞練場位在北端。

## 主要行事
- 始業式
- 節分
- 鴨川踊 5月1日－5月24日
- 五花街合同公演
- 祇園祭
- 八朔
- 水明会
- 顔見世總見
- 事始め

## 外部連結
- 京都 先斗町のれん会（页面存档备份，存于）
- 先斗町歌舞練場